# 점프 (2003년 영화)
점프(Boundin')는 미국에서 제작된 로저 굴드 감독의 2003년 애니메이션 영화이다. 버드 럭키 등이 주연으로 출연하였고 오스냇 슈러 등이 제작에 참여하였다.

## 출연

### 주연
- 버드 럭키

## 제작진
- 미술: 버드 럭키